# Bílá neděle
Bílá neděle (latinsky Dominica in albis) je označení pro druhou neděli velikonoční, tedy tu, která následuje po neděli zmrtvýchvstání. Je posledním dnem velikonočního oktávu. Název této neděle vznikl zkrácením latinského Dominica in Albis deponendis (či depositis), doslova přeloženo „Neděle odkládání bílého“, a vychází ze zvyku, že nově pokřtění (tzv. neofyté) tohoto dne naposledy nosili bílé křestní roucho, do něhož byli oblečeni při křtu o velikonoční vigilii. Liturgická barva dne je bílá, stejně jako pro ostatní neděle v době velikonoční.
Před liturgickou reformou druhého vatikánského koncilu začínala mše svatá z této neděle zpěvem introitu Quasi modo geniti infantes („jako nově narozené děti“), proto se neděle nazývala též Quasimodo či Quasimodogeniti. V evangelických církvích se tak dosud nazývá.
Dne 30. dubna 2000, ku příležitosti kanonizace polské řeholnice Faustyny Kowalske, která po svém mystickém setkání s Ježíšem oddanost Božímu milosrdenství hlásala, ustanovil papež Jan Pavel II. pro katolickou církev tuto neděli jako neděli Božího milosrdenství (více viz Svátek a hodina Božího milosrdenství). Rok poté papež znovu zdůraznil poselství této neděle v kontextu velikonočního vzkříšení. Je spojena se zvláštními Ježíšovými sliby a odpustky katolické církve.
Svátek Božího Milosrdenství dostává od Ježíše největší zaslíbení milosti související s uctíváním Božího Milosrdenství, zejména to, že člověk, který jde ke svátostné zpovědi (zpověď se může konat několik dní předtím) a přijme svaté přijímání v ten den, dosáhne úplného odčinění všech hříchů a trestu.[zdroj?] To znamená, že každý člověk půjde ihned po smrti do nebe, aniž by trpěl v očistci. Navíc římskokatolická církev uděluje úplné odpustky (při dodržení obvyklých pravidel) s modlitbou některých jednoduchých modliteb.
Oddanost Božímu Milosrdenství
Faustina Kowalska, polská jeptiška, hlásila vize a návštěvy od Ježíše a rozhovory s ním. Požádal ji, aby namalovala vizi jeho milosrdného božství, které se vylévalo z jeho Nejsvětějšího Srdce, a výslovně požádal, aby byl na první neděli po Velikonoční neděli ustanoven svátek Božího Milosrdenství, aby se k němu lidstvo uchýlilo.
| „                                                           | Chci, aby byl obraz slavnostně požehnán první neděli po Velikonocích, a chci, aby byl veřejně uctíván, aby se o něm dozvěděla každá duše. | “ |
| — Ježíšova slova podle Deníku sestry Faustiny Kowalske, 341 | |   |

| „                                                           | Nechť celé lidstvo pozná Mé nekonečné milosrdenství. Je to znamení pro konec časů; až přijde den spravedlnosti. | “ |
| — Ježíšova slova podle Deníku sestry Faustiny Kowalske, 848 | |   |

| „                                                           | Duše hynou navzdory Mé hořké vášni. Dávám jim poslední naději na spasení; tedy svátek mého milosrdenství. Pokud nebudou uctívat mé milosrdenství, zahynou na věky věků. řekněte duším o tomto mém velkém milosrdenství, protože ten hrozný den, den mé spravedlnosti, je blízko. | “ |
| — Ježíšova slova podle Deníku sestry Faustiny Kowalské, 965 | |   |

| „                                                           | Tento svátek vyšel z hlubin Mého milosrdenství a je potvrzen v nesmírných hlubinách mého něžného milosrdenství. Každá duše, která věří a důvěřuje v Mé milosrdenství, je získá. | “ |
| — Ježíšova slova podle Deníku sestry Faustiny Kowalske, 420 | |   |

| „                                                           | Ano, první neděle po Velikonocích je svátkem milosrdenství, ale musí tam být i skutky milosrdenství, které mají povstávat z lásky ke Mně. Vždy a všude máš prokazovat milosrdenství našim bližním. Nesmíte před tím ustupovat ani se od toho snažit osvobodit. | “ |
| — Ježíšova slova podle Deníku sestry Faustiny Kowalske, 742 | |   |

| „                                                           | Požádej mého věrného služebníka [kněze], aby v tento den řekl celému světu o mém velkém milosrdenství; že každému, kdo se v tento den přiblíží k Fontáně života, bude dáno úplné odpuštění hříchů a trestu. Lidstvo nebude mít mír, dokud se neobrátí s důvěrou k mému milosrdenství. | “ |
| — Ježíšova slova podle Deníku sestry Faustiny Kowalske, 300 | |   |

| „                                                           | Přeji si, aby svátek milosrdenství byl útočištěm a útočištěm pro všechny duše, a zvláště pro ubohé hříšníky. V ten den jsou otevřené hlubiny mého něžného milosrdenství. Vylévám celý oceán milostí na ty duše, které se blíží ke zdroji mého milosrdenství. Duše, která půjde ke zpovědi a přijme svaté přijímání, získá úplné odpuštění hříchů a trestu. V ten den se otevírají všechna božská stavidla, kterými proudí milost. Ať se žádná duše nebojí přiblížit se ke Mně, i když její hříchy jsou jako šarlat. | “ |
| — Ježíšova slova podle Deníku sestry Faustiny Kowalske, 699 | |   |

| „                                                            | Chci udělit úplné odpuštění duším, které půjdou ke zpovědi a přijmou svaté přijímání na svátek mého milosrdenství. | “ |
| — Ježíšova slova podle Deníku sestry Faustiny Kowalske, 1109 | |   |

23. března 1937 si Kowalska zapsala do svého deníku (Zápisník III, položka 1044) vizi, že se svátek Božího Milosrdenství bude slavit v její místní kapli, že se ho zúčastní velké davy, a že se stejná oslava bude konat v Římě za účasti papeže. Napsala: „Dav byl tak obrovský, že to oko nemohlo všechno pojmout. Všichni se účastnili oslav.“
Neděle Božího milosrdenství je také den po vyvrcholení novény Korunky Božího milosrdenství. Kowalska napsala, že ji Ježíš poučil, že svátku milosrdenství (neděli po Velikonocích) předchází novéna Božího milosrdenství, která začne na Velký pátek.
První mše, při které byl zobrazen obraz Božího milosrdenství, byla slavena 28. dubna 1935 (tedy právě na Bílou neděli) a zúčastnila se jí sestra Kowalska. (Deník sv. Faustyny, položka 420). 28. dubna 1935 byla také oslava konce Jubilea vykoupení papežem Piem XI. Michael Sopocko (zpovědník sestry Kowalské) tu neděli sloužil mši a získal povolení umístit obraz během mše do kaple nazývané Brána úsvitu ve Vilniusu.